# Hydnophytum capitatum
Hydnophytum capitatum är en måreväxtart som beskrevs av Theodoric Valeton. Hydnophytum capitatum ingår i släktet Hydnophytum och familjen måreväxter.
Artens utbredningsområde är Papua Nya Guinea. Inga underarter finns listade i Catalogue of Life.